# 200 złotych 1974 XXX lat PRL
200 złotych 1974 XXX lat PRL – okolicznościowa moneta o nominale 200 złotych, bita w srebrze, wprowadzona do obiegu 30 kwietnia 1974 r. zarządzeniem z 22 kwietnia 1974 r. (M.P. z 1974 r. nr 15, poz. 99), wycofana z dniem denominacji z 1 stycznia 1995 roku, rozporządzeniem prezesa Narodowego Banku Polskiego z dnia 18 listopada 1994 (M.P. z 1994 r. nr 61, poz. 541).
Moneta wybita z okazji trzydziestej rocznicy Polskiej Rzeczypospolitej Ludowej.

## Awers
W centralnym punkcie umieszczono tarczę z godłem – orłem bez korony, na tarczy, obok łapy orła, znak mennicy w Warszawie, pod spodem cyfry 200, pod nimi „ZŁ”, a dookoła napis „POLSKA•RZECZPOSPOLITA•LUDOWA•1974”.

## Rewers
Na tej stronie monety znajduje się mapa Polski, w środku napis w trzech rzędach „XXX LAT PRL”, a pod mapą monogram projektanta.

## Nakład
Monetę bito w Mennicy Państwowej, w srebrze próby 625, stemplem zwykłym, na krążku o średnicy 31 mm, masie 14,5 grama, z rantem ząbkowanym, w nakładzie 13 062 041 sztuk, według projektu Józefa Markiewicza-Nieszcza.

## Opis
Dwustuzłotówka była pierwszą monetą o nominale 200 złotych i jedną z trzech srebrnych dwustuzłotówek wprowadzonych do powszechnego obiegu w okresie PRL. Pozostałe dwie to:
- 200 złotych 1975 XXX rocznica zwycięstwa nad faszyzmem,
- 200 złotych 1976 Igrzyska XXI olimpiady.

Na rynku kolekcjonerskim można spotkać również monety wybite stemplem odwróconym.
W opracowaniach o charakterze katalogowym z początku trzeciego dziesięciolecia XXI w. wymieniane są dwie odmiany monety różniące się kształtem kreski będącej częścią monogramu projektanta umieszczonego w dolnej części rewersu.

## Powiązane monety
W serii monet kolekcjonerskich wybito stemplem lustrzanym monetę 200-złotową o identycznych wzorach awersu i rewersu.
Jako okolicznościowe lub próbne kolekcjonerskie zostały wybite monety upamiętniające inne rocznice PRL:
- okolicznościowa w miedzioniklu, o nominale 10 złotych, z 1969 r. – 25. rocznica PRL,

- okolicznościowa w miedzioniklu, o nominale 100 złotych, z 1984 r. – 40. rocznica PRL,
- próbna kolekcjonerska w srebrze, o nominale 1000 złotych z 1984 r. – 40. rocznica PRL.

## Wersje próbne
Istnieje wersja tej monety należąca do serii próbnej w niklu, w nakładzie 500 sztuk. Jest to ta sama moneta co dla wersji kolekcjonerskiej.
Istnieje również wersja próbna technologiczna wybita w srebrze w nakładzie 20 sztuk z rantem ząbkowanym oraz w srebrze, z rantem gładkim, w nieznanym nakładzie.
W serii monet próbnych niklowych i jako próba technologiczna w miedzioniklu, z takim samym wzorem rewersu, istnieje moneta o nominale 20 złotych.